# Cuspidaria abyssopacifica
Cuspidaria abyssopacifica is een tweekleppigensoort uit de familie van de Cuspidariidae. De wetenschappelijke naam van de soort is voor het eerst geldig gepubliceerd in 1975 door Okutani.